# جیمز دوردن
جیمز دوردن (انگلیسی: James Duerden؛ زادهٔ) بازیکن فوتبال اهل بریتانیا است.
از باشگاه‌هایی که در آن بازی کرده‌است می‌توان به باشگاه فوتبال بلکبرن روورز و باشگاه فوتبال برنلی اشاره کرد.